# Josef Stemberger
Josef Stemberger (* 11. März 1890 in St. Veit in Defereggen, jetziges Osttirol; † 8. Juli 1947 in Lienz, Osttirol) war Konsulent, Wirtschaftsjurist und österreichischer Politiker der Österreichischen Volkspartei (ÖVP).

## Ausbildung und Beruf
Nach dem Besuch der Volksschule ging er an das Jesuitengymnasium Stella Matutina in Feldkirch, an dem er im Jahr 1910 maturierte. Danach studierte er an den Universitäten Wien und Innsbruck und promovierte im Studium der Rechte. Er besuchte auch einen Abiturientenkurs der Handelsakademie. Zwischen 1929 und 1935 war er Berater des Generalkonsulats in Laibach. Er war auch Konsulent und Wirtschaftsberater im Bundeskanzleramt.

## Politische Mandate
- 1945: Abgeordneter zum Tiroler Landtag
- 19. Dezember 1945 bis zu seinem Tod am 8. Juli 1947: Abgeordneter zum Nationalrat (V. Gesetzgebungsperiode), ÖVP